# Wilhelm Rößler
Wilhelm Rößler (Lebensdaten unbekannt) war ein deutscher Fußballspieler.

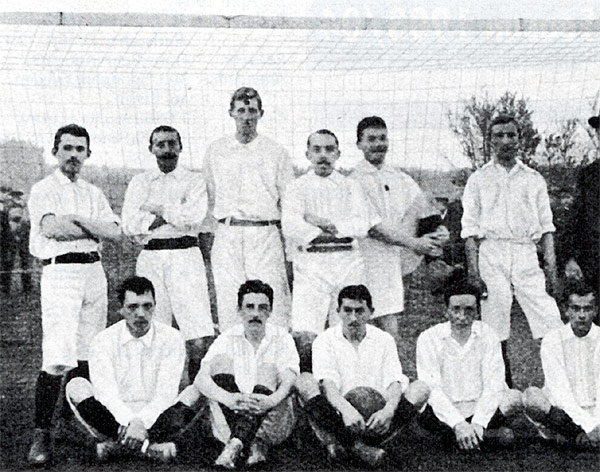
Wilhelm Rößler (links; stehend)
und Mitspieler des VfB Leipzig im Jahr 1901

## Karriere
Rößler gehörte dem VfB Leipzig als Mittelfeldspieler an und bestritt von 1901 bis 1903 in den vom Verband Mitteldeutscher Ballspiel-Vereine organisierten Meisterschaften zunächst im Gau Nordwestsachsen, neben der Dresdner Meisterschaft, danach neben dem Gau Ostsachsen, eine von zwei regional höchsten Spielklassen, seine Punktspiele. In der Folgesaison als Sieger aus dem Gau Nordwestsachsen hervorgegangen, spielte er am 3. Mai 1903 gegen den Dresdner SC, dem Sieger des Gau Ostsachsen, um die Mitteldeutsche Meisterschaft; das Spiel in Dresden wurde mit 4:0 gewonnen. Aufgrund des Erfolges, für die Endrunde um die Deutsche Meisterschaft qualifiziert, kam er am 10. Mai 1903 beim 3:1-Viertelfinal-Sieg über den BTuFC Britannia 1892 aus Berlin zu seinem Debüt. Nach dem sein Verein auch im Halbfinale am 17. Mai mit 6:3 gegen den Altonaer FC 93 erfolgreich gewesen ist, zog sie ins Finale ein. In diesem, wieder eingesetzt, wurde er mit dem 7:2-Sieg über den DFC Prag am 31. Mai 1903 in Altona Deutscher Meister.

## Erfolge
- Deutscher Meister 1903
- Mitteldeutscher Meister 1903
- Gaumeister Nordwestsachsen 1903